# Studánkový vrch
Studánkový vrch je přírodní památka v okrese Břeclav severovýchodně od obce Sedlec. Důvodem ochrany je především silně ohrožený motýl bourovec trnkový, fragmenty polopřirozených suchých trav s faciemi křovin na vápnitých podložích a mezofilní a xerofilní křoviny s výskytem vzácné fauny a flóry. Je také součástí soustavy chráněných území Natura 2000 jakožto evropsky významná lokalita. Její rozloha činí přibližně 12,3 ha.

## Lokalita
Lokalita se nachází v Jihomoravském kraji, okrese Břeclav, k.ú. Sedlec u Mikulova, přibližně 2,5 km od obce Sedlec, v nadmořské výšce 206 až 253 metrů. Území přírodní památky, které je vymezeno na 12,31 ha, zaujímají jihovýchodní svahy Studánkového vrchu a jižní až západní svahy vrchu Blandourek. Oba vrchy tvoří v místní rovinaté krajině nápadné stepní pahorky.

## Historie
Celá lokalita byla v minulosti odlesněna a z historických map je na tomto území doložena v 18. a 19. století přítomnost vinohradů s roztroušenými ovocnými stromy či malými ovocnými sady. Toto extenzivní využívání místní krajiny zapříčinilo její modifikaci v podobě vytvoření teras na svazích. V některých částech došlo také k odstranění či přemístění původního půdního horizontu. Ve 20. století došlo k zániku vinic. Příčinou je nejspíše rozsáhlé napadení révy mšičkou révokazem (Viteus vitifoliae). Dalším důvodem může být také ekonomická nevýhodnost obnovy.
Území bylo dále využíváno jako pastvina, která se však po druhé světové válce zcela přestala využívat. V souvislosti s mechanizací zemědělství se oblast stala pro místní zemědělce těžko přístupnou a byla ponechána ladem. Postupně došlo k pozvolnému zarůstání křovinami, které začaly vytlačovat vzácné druhy.
V roce 2013 bylo Jihomoravským krajem vydáno nařízení o zřízení Přírodní památky Studánkový vrch a jejího ochranného pásma, které nabylo účinnosti dne 1.3.2014.
V současné době má především na okrajové části chráněného území nepříznivý vliv zemědělská činnost, jejímž vlivem dochází k vyplavování hnojiv, postřiků nebo dalších chemických látek ze zemědělských ploch. Prozatím také nedošlo k žádné ochranářské péči.

## Přírodní poměry
Území spadá do Panonské biogeografické oblasti. Z geomorfologického hlediska patří PP Studánkový vrch do Lednické pahorkatiny, která je tvořena flyšovými horninami a neogenními sedimenty. Povrch je svažitý, místy až velmi strmý. V podloží převažují terciérní vápnité sedimenty (hlavně jíly a písky) s částečným překrytím sprašemi. Půdu tvoří černozemě a pararendziny.
Na území této přírodní památky ani v jejím okolí se nenachází žádný vodní tok.

### Fauna
Ochrana území byla vytvořena především kvůli populaci kriticky ohroženého motýla bourovce trnkového (Eriogaster catax), jehož housenky se po vyklubání z pavučinovitých kukel živí na hlozích a trnkách. Mezi další motýly vyhledávající tuto lokalitu patří například žluťásek barvoměnný (Colias myrmidone), ostruháček ostružinový (Callophrys rubi), babočka kopřivová (Aglais urticae), modrásek jehlicový (Polyommatus icarus) a perleťovec nejmenší (Boloria dia). Vyskytuje se zde také kriticky ohrožená kudlanka nábožná (Mantis religiosa), ohrožená majka (Meloe proscarabaeus) a další především xerotermofilní druhy bezobratlých živočichů. Hnízdí zde pravděpodobně silně ohrožená pěnice vlašská (Sylvia nisoria), která vyhledává místní křoviny.

### Flóra
Studánkový vrch náleží fytogeografické oblasti Termofytikum, obvodu Panonské termofytikum. Jakožto potenciální přirozená vegetace se uvádí prvosenková dubohabřina. V současné době lze charakterizovat půdní pokryv jako pozůstalé zbytky stepních trávníků, které postupně zarůstají křovinami. Důvodem je především absence jakéhokoli hospodaření v této oblasti. Dnes se na Studánkovém vrchu můžeme setkat s přibližně 283 druhy cévnatých rostlin. Několik z nich patří mezi zvláště chráněné druhy. Mezi ohrožené druhy patří len tenkolistý (Linum tenuifolium), oman oko Kristovo (Inula oculus-christi), kozinec vičencovitý (Astragalus onobrychis), hvězdnice zlatovlásek (Aster linosyris), hvězdnice chlumní (Aster amellus), sasanka lesní (Anemone sylvestris), zvonek boloňský (Campanula bononiensis) a hořec křížatý (Gentiana cruciata). Zástupcem silně ohrožených druhů rostlin je oman německý (Inula germanica). Velkou pozornost si zaslouží lněnka Dollinerova (Thesium dollineri), která je zástupcem kriticky ohrožených rostlin. Kvete od dubna do září a květy mají bílou barvu. Z dřevin zde roste například třešeň křovitá (Prunus fruticosa), růže bedrníkolistá (Rosa pimpinellifolia) a dub pýřitý (Quercus pubescens).

## Ochrana
Hlavním předmětem ochrany přírodní památky a jediným předmětem ochrany evropsky významné lokality je kriticky ohrožený motýl bourovec trnkový (Eriogaster catax). Jedná se o poměrně robustního motýla s rozpětím křídel kolem 16 mm, jehož housenky si staví hromadná pavučinková hnízda a živí se listy trnky a hlohu. Studánkový vrch je jednou ze tří evropsky významných lokalit tohoto motýla v Jihomoravském kraji. Z posledních průzkumů však nebyla na území památky dokázána jeho přítomnost, avšak nebyla ani vyvrácena možnost, že se na území vyskytují jeho pouhé mikropopulace, které lze označit jako pod hranicí pozorovatelnosti. Důvodem snížení počtu či možného úplného vymizení tohoto zástupce z lokality je zarůstání oblasti různými dřevinami, které nebylo v současnosti ani v minulosti nijak regulováno.
Optimální management by měl vhodnými způsoby zajistit, aby lokalita nezarůstala křovinami, které postupně vytvoří souvislý porost. Vhodné by bylo udržování menších křovinatých ostrůvků, které by obsahovaly vysoké i nízké keře (především hlohy a trnky). Zbylou plochu by měla zaujímat travami porostlá půda udržována pastvou a sečením. Tímto způsobem by byly chráněny i fragmenty polopřirozených suchých trav, které jsou rovněž v zájmu ochrany přírodní památky.

## Turismus
Přírodní památka Studánkový vrch je nejlépe dostupná ze silnice vedoucí ze Sedlce do Bulhar. Před vinicí je nutno odbočit doprava a pokračovat přibližně 700 m pozvolným stoupáním až na samotný Studánkový vrch v nadmořské výšce od 206 do 253 metrů. Lokalita nabízí široký výhled do okolí. V blízkosti se nachází například CHKO Pálava, rybník Nesyt, který patří do NPR Lednické rybníky, nebo místní rozsáhlé vinice.
Na hranicích přírodní památky je umístěn znak Přírodní památky a naučná cedule.

## Fotografie PP Studánkový vrch

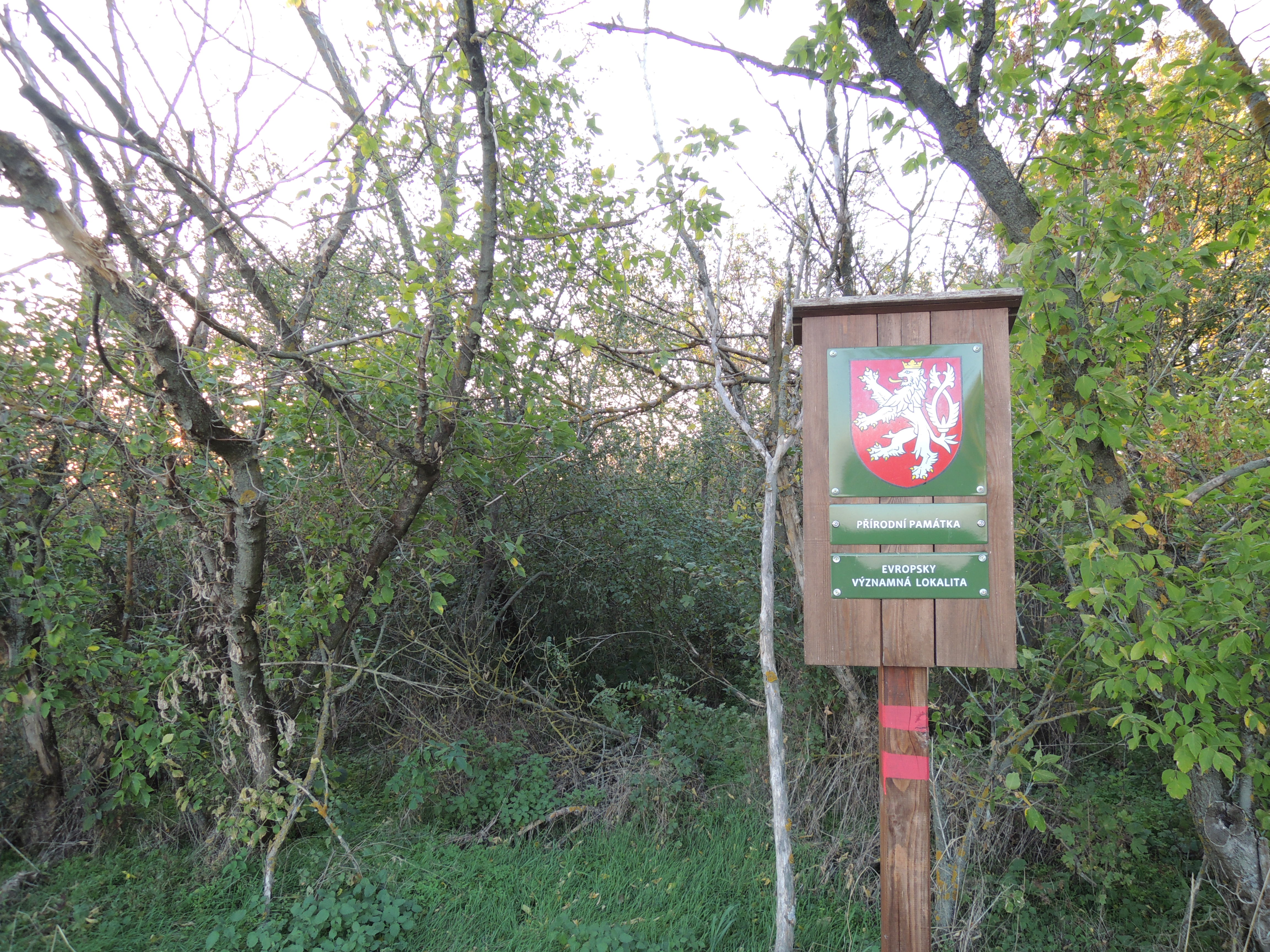
Cedule PP a EVL Studánkový vrch
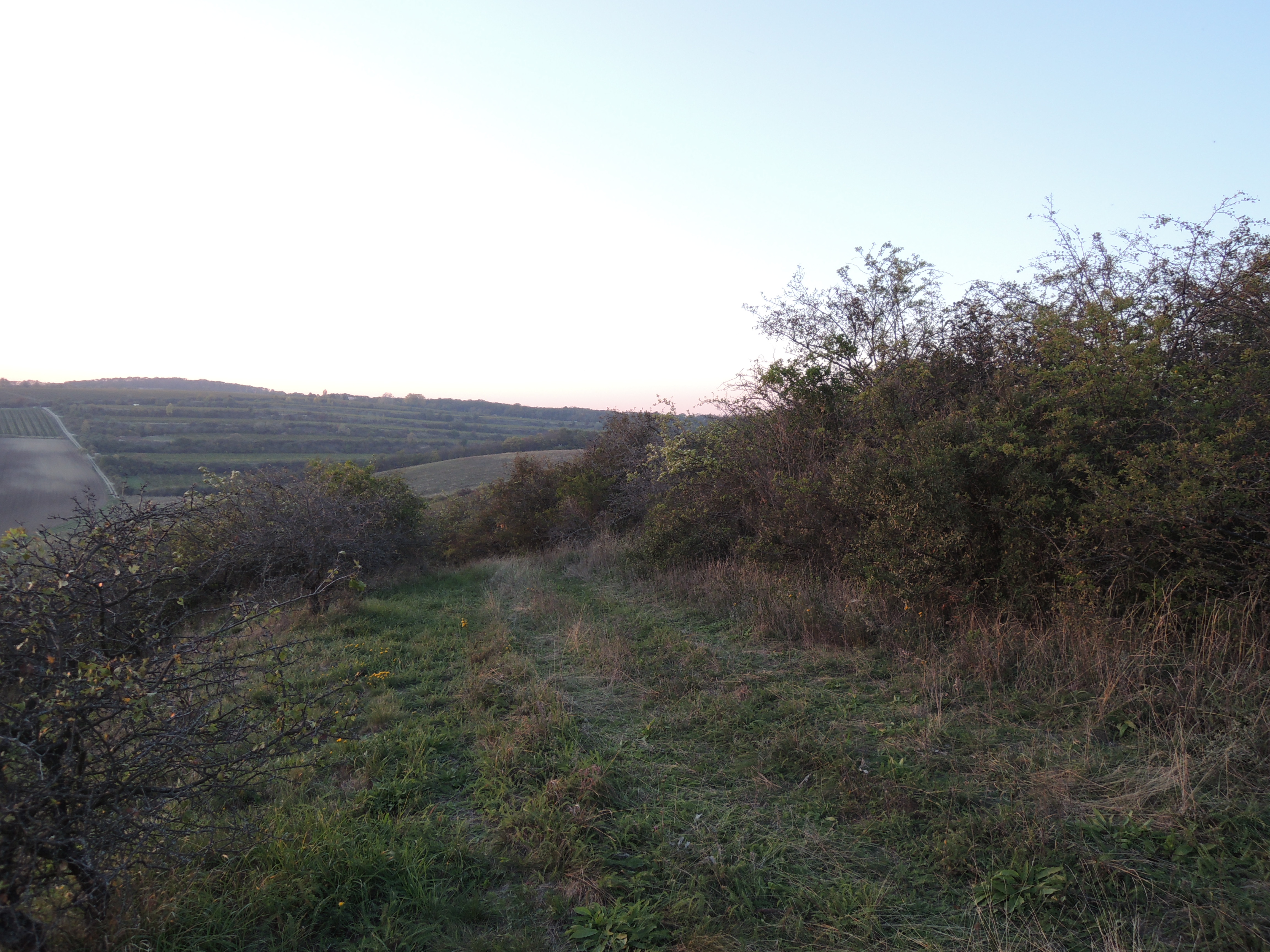
Studánkový vrch, západní svahy
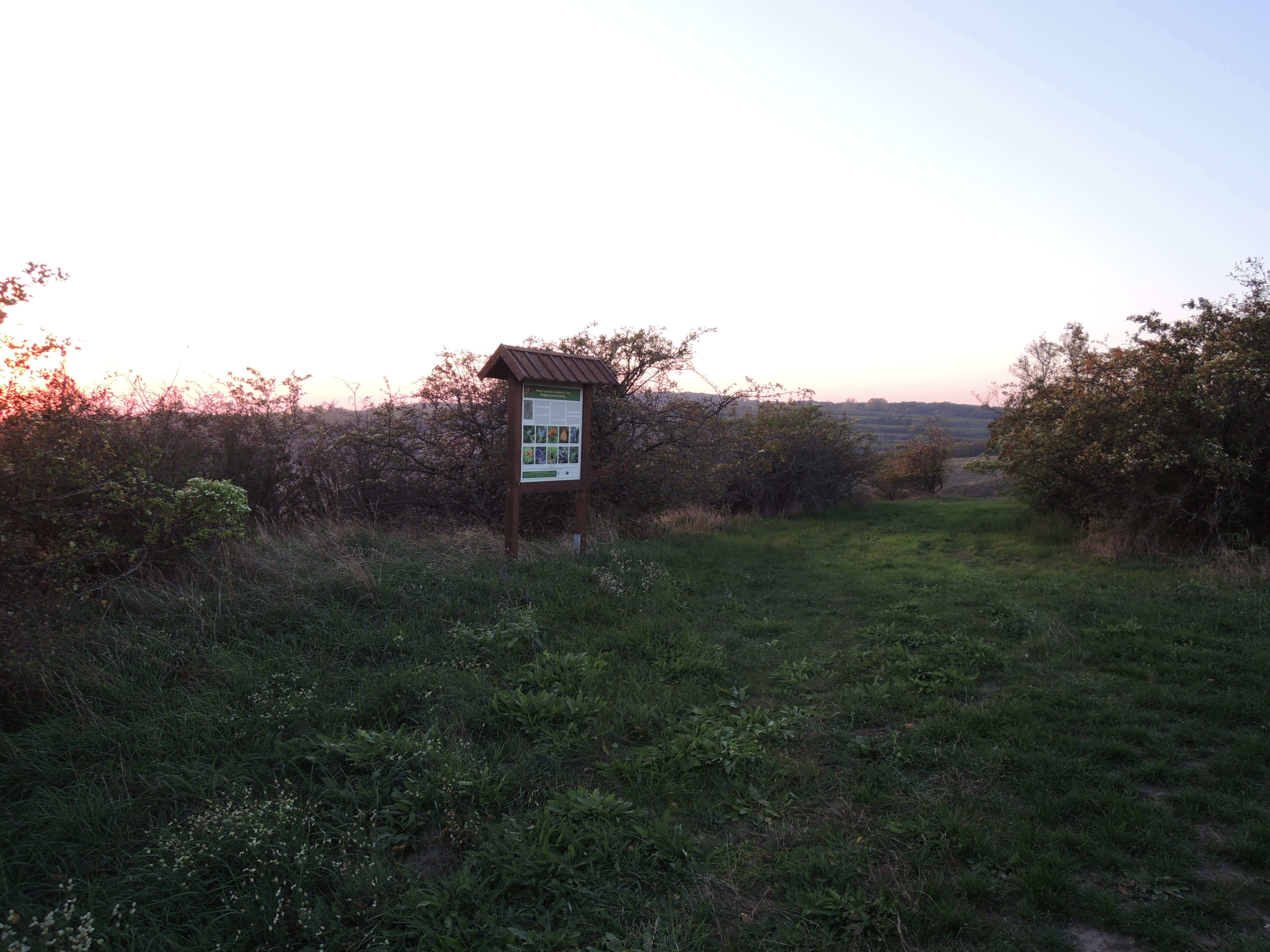
Naučná cedule PP Studánkový vrch
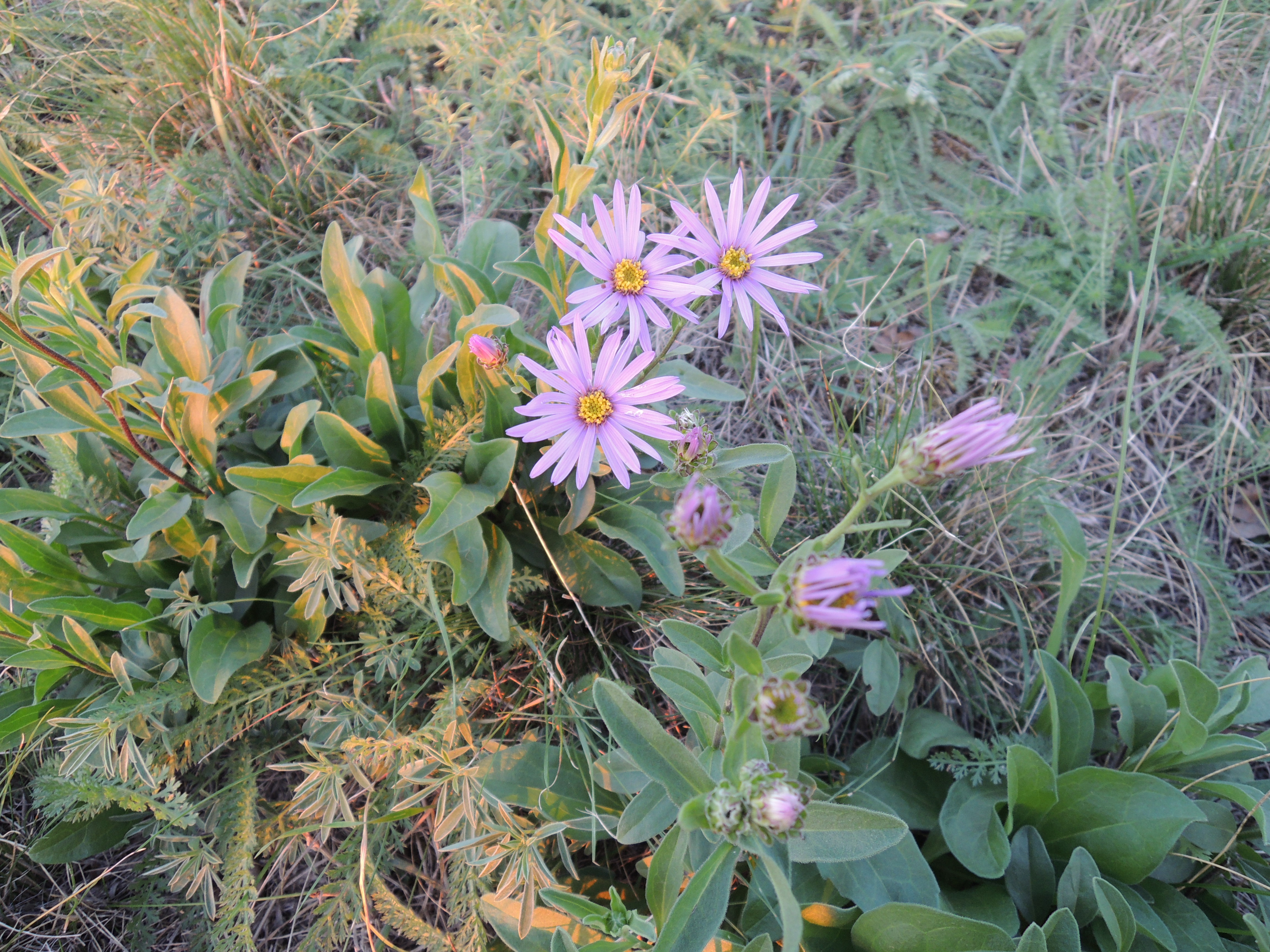
Hvězdnice chlumní